# 麥婉欣
麥婉欣（Yan Yan Mak），香港電影導演，生於香港，原籍佛山。1998年畢業於香港演藝學院電影電視系，開始從事電影、電視及廣告製作，曾任副導演、製片、美術指導及服裝指導。華蓮戰隊製作公司創辦人。

## 導演作品

### 電影
- 2001年 《哥哥》Brother (Gege)
- 2004年 《蝴蝶》Butterfly (Hudie)
- 2006年 《八月的故事 - Director's Cut》[1][2][3][4][5][6][7][8][9][10]
- 2008年 《十日談》The Decameron 紀錄片
- 2010年 《東風破》Merry-Go-Round (Dong Fung Po)
- 2013年 《大戰》The Great War (Da Zhan) 紀錄片

### 短片
- 1995年 《100%G》遇見100%的女孩
- 1998年 《了了》Snapshots - 演藝學院畢業作
- 2003年 《The Body of Book》
- 2006年 《2 Cartons of Alphabet H》- 與藤岡靛 (Dean Fujioka) 合作之實驗遊記
- 2007年 《Small Matters》一系列短片 - 與HOCC合作之音樂錄像DVD (包括短片《大紅袍》)
- 2007年 《So Poetic》 - 香港藝術節陳輝陽 ─《十二金釵眾生花》短片之一
- 2007年 《Angel Catcher》 - 「麥當勞叔叔之家」紀錄片系列之一
- 2011年  《Just Me!》 - 與法國時裝品牌Kookai合作的短片
- 2011年  《Slight》 - 《香港仁 你還可愛麼？》系列之一
- 2012年  《借事‧情》 - 交通銀行 DreamCash 私人貸款 微電影
- 2015年  《家·用》 - 香港按揭證券有限公司 「安老按揭」計劃 微電影
- 2019年  《Numbers》 - The Women's Foundation 婦女基金會 短片
- 2022年  《留聲 Sound Of Silence》 （页面存档备份，存于） - WEMP 愛望基金會 短片
- 2024年  《垃圾 Bric-A-Brac》 （页面存档备份，存于） - 香港理工大學The HK Polytechnic University x 利希慎基金 Lee Hysan Foundation 短片
- 2024年  《你在嗎 I Have Arrived》 （页面存档备份，存于） - 香港大學社會科學學院 The University of Hong Kong x 賽馬會「樂天心澄」靜觀校園文化行動 Jockey Club (JC PandA) 短片

### 電視單元劇
- 《在那遙遠的地方》A Postcard from the Edge
- 《薩拉弦》Sarangi
- 《秋千物語》Autumn Story
- 《八月的故事》August Story

### 音樂會
- 2009年 何韻詩 - 《快樂是免費的Happiness is Free音樂會》
- 2010年 何韻詩 - 《何韻詩SUPERGOO演唱會2009》
- 2011年 何韻詩 - 《何韻詩Homecoming演唱会2010》
- 2012年 草蜢/軟硬 - 《草蜢森巴大戰軟硬FANS演唱會》
- 2017年 周國賢 - 《周國賢 GALACTICA 銀河鉄道之夜 演唱會 2017》
- 2018年 周國賢 - 《周國賢 GALACTICA 銀河鉄道之夜 演唱會 2018》
- 2019年 何韻詩 - 《何韻詩 '我們正在' On The Pulse Of HOCC LIVE 2018 》
- 2022年 何超儀 Josie & The Uni Boys - 《The Flash Back Now Party 》

監製 及 創作
- 2015年 何韻詩 - 《何韻詩18種香港Reimagine HK 演唱會》
- 2015年 何韻詩 - 《何韻詩Reimagine Live In Macpherson Woods 演唱會》
- 2016年 何韻詩 - 《何韻詩Dear Friend,演唱會》
- 2017年 周國賢 - 《周國賢 GALACTICA 銀河鉄道之夜 演唱會 2017》
- 2018年 周國賢 - 《周國賢 GALACTICA 銀河鉄道之夜 演唱會 2018》
- 2019年 何韻詩 - 《何韻詩 '我們正在' On The Pulse Of HOCC LIVE 2018 》

### 舞台劇
- 《梁祝下世傳奇》The Butterfly Lovers

### 音樂短片/MV
- 何韻詩 - 《化蝶》
- 何韻詩 - 《勞斯．萊斯》
- 何韻詩 - 《汽水樽裡的咖啡》
- 何韻詩 - 《禁色》
- 何韻詩 - 《幽默感》
- 何韻詩 - 《木紋》
- 何韻詩 - 《大紅袍》
- 何韻詩 - 《睡王子》
- 何韻詩 - 《韻律泳》
- 何韻詩 - 《滿地可 Version 1》
- 何韻詩 - 《滿地可 Version 2》
- 何韻詩 - 《萬花筒》
- 何韻詩 - 《青山黛瑪》
- 何韻詩 - 《美空雲雀》
- 何韻詩 - 《少年維特》
- 何韻詩 - 《舊約》
- 何韻詩 - 《金剛經》
- 何韻詩 - 《妮歌》
- 何韻詩 - 《詩與胡説》
- 何韻詩 - 《鋼鐵是怎樣煉成的》
- 何韻詩 - 《鋼鐵人》
- 何韻詩 - 《In the End》
- 何韻詩 - 《瘋子》
- 何韻詩 - 《拋磚引玉》
- 何韻詩 - 《癡情司》
- 何韻詩 - 《癡情司》舒淇特別演出版
- 方大同 - 《Kuang Chao（狂潮）》
- 方大同 - 《玩樂》
- 官恩娜 - 《殘念》
- 恭碩良 - 《Help is On the Way》
- 張震嶽 - 《張震嶽聽葛語能？》(香港「艷陽天巡迴演唱會」宣傳系列)
- 鄭秀文 - 《如何忍眼淚》
- 鄭秀文 - 《愛是...2.0》

監製
- 何韻詩 - 《是有種人》
- 何韻詩 - 《親愛的黑色》
- 何韻詩 - 《極夜後》
- 何韻詩 - 《代你白頭》
- 林聰 - 《若只如初見頭》
- 林聰 - 《夜行》

### 影碟
- 何韻詩 - 《花見798》
- 何韻詩 - 《Small Matters》
- 何韻詩 - 《十日談》
- 何韻詩 - 《Happiness is Free》
- 頑童MJ116 - 《FRESH GAME》

## 獎項
- 1995年，《100%G》獲香港獨立短片及錄像比賽劇情組優異獎。
- 1998年，畢業短片《了了》獲香港獨立短片及錄像比賽劇情組優異獎。
- 2001年，首齣電影《哥哥》獲第25屆香港國際電影節國際影評人聯盟獎，費比西獎（FIPRESCI Prize）、最佳導演獎（POVEGLIA　Award – The Best Film Director of “Critic Week”）、瑞士費朗國際電影節天主教人道精神大獎（Ecumenical Jury Prize）、韓國全州國際電影節獲亞洲新導演獎（Woosuk Award）。
- 2005年，《蝴蝶》獲香港電影金像獎獲最佳新演員獎，以及第四十一屆台灣金馬獎獲最佳新演員, 最佳改編劇本提名、第十屆香港電影金紫荊獎獲最佳女主角, 最佳男配角及最佳女配角提名。
- 2007年，《八月的故事 - Director's Cut》獲台灣台南電影節最佳劇情片獎。
- 2007年，《大紅袍》獲意大利大銀幕電影節最佳劇情片獎。
- 2011年，《東風破》獲選意大利兩岸三地影評人協會 - 最佳華語片，主題曲'Here To Stay' 獲香港電影金像獎獲最佳電影歌曲獎, 提名香港電影金像獎獲最佳攝影, 台灣金馬國際影展最受觀眾歡迎電影第二名，獲澳洲金考拉國際華語電影節 最佳女演員及最佳男演員，及提名香港明報演藝動力大獎 (最突出 電影 / 女主角 / 男主角 / 幕後精英)。

另外，
- 2013年，《大戰》被邀請為紐約亞洲電影節開幕電影及在多個國際電影節中放映。

## 外部連結
- 麥婉欣的Facebook專頁
- 麥婉欣在互联网电影资料库（IMDb）上的資料（英文）
- 麥婉欣在香港影庫上的簡介